# Karine Sergerie
Karine Sergerie (* 2. Februar 1985 in Montreal) ist eine kanadische Taekwondoin. Sie startet in der Gewichtsklasse bis 67 Kilogramm.
Sergerie kam mit fünf Jahren über Karate zum Taekwondo. Sie startet für den Verein Kim’s Taekwondo R.S. und wird von ihrem Vater trainiert. Gleich bei ihrer ersten Weltmeisterschaft 2003 in Garmisch-Partenkirchen erreichte sie in der Klasse bis 63 Kilogramm das Finale und gewann die Silbermedaille. Im folgenden Jahr erreichte sie bei der Panamerikameisterschaft in Santo Domingo das Halbfinale und errang Bronze. Ihre ersten internationalen Titel erkämpfte sich Sergerie in der Klasse bis 63 Kilogramm bei der Panamerikameisterschaft 2006 in Buenos Aires und der Weltmeisterschaft 2007 in Peking. Sie qualifizierte sich für die Olympischen Spiele 2008 in Peking. In der Klasse bis 67 Kilogramm zog sie mit drei Siegen ins Finale ein und gewann die Silbermedaille.
Erfolgreich verlief auch das Jahr 2011. Zunächst gewann Sergerie mit Bronze bei der Weltmeisterschaft in Gyeongju eine weitere WM-Medaille, mit einem Finalsieg beim amerikanischen Olympiaqualifikationsturnier in Santiago de Querétaro qualifizierte sie sich schließlich für ihre zweiten Olympischen Spiele 2012 in London.